# Real México

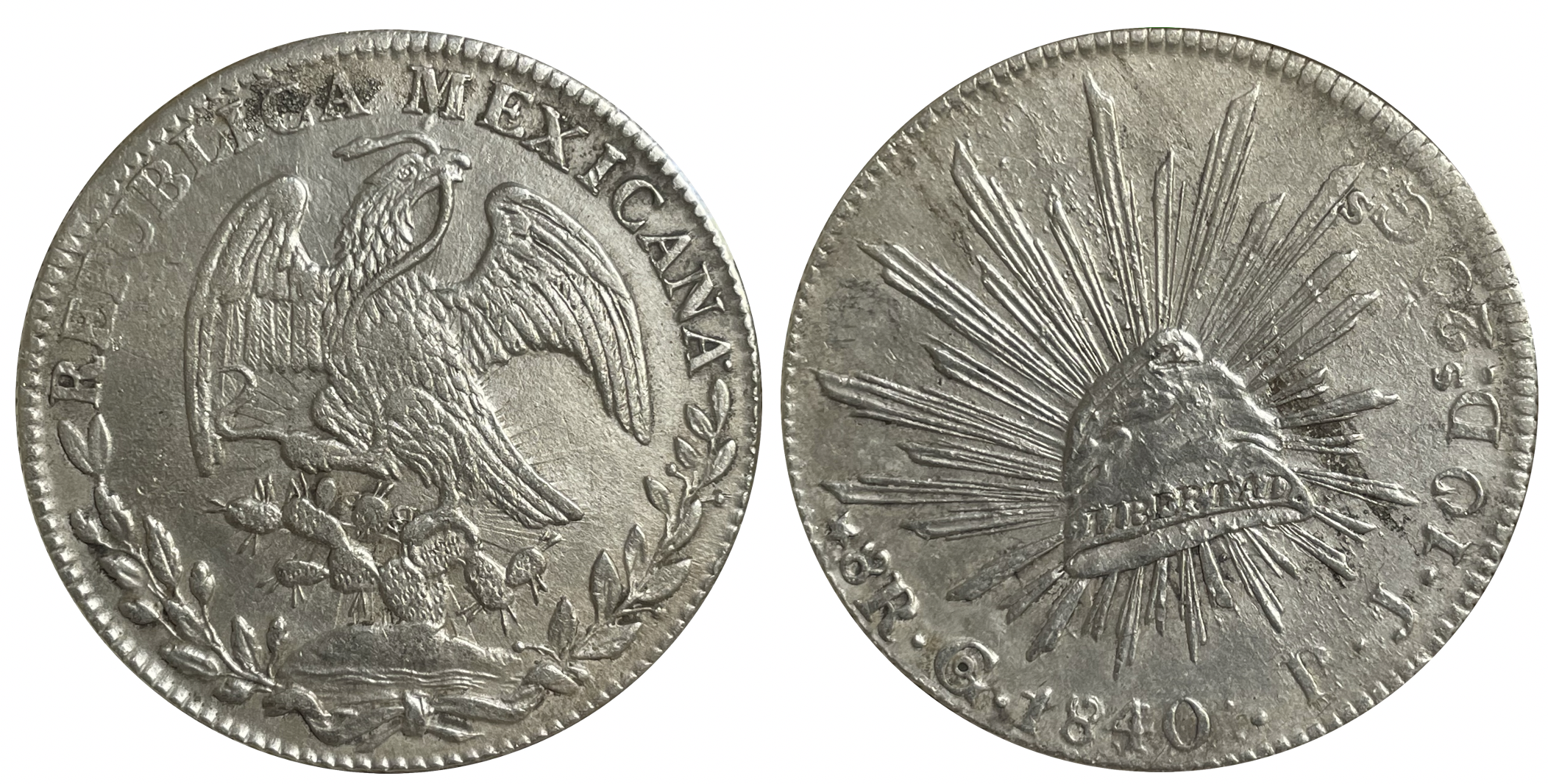
8 reales Mexico, đúc năm 1840 GoPJ

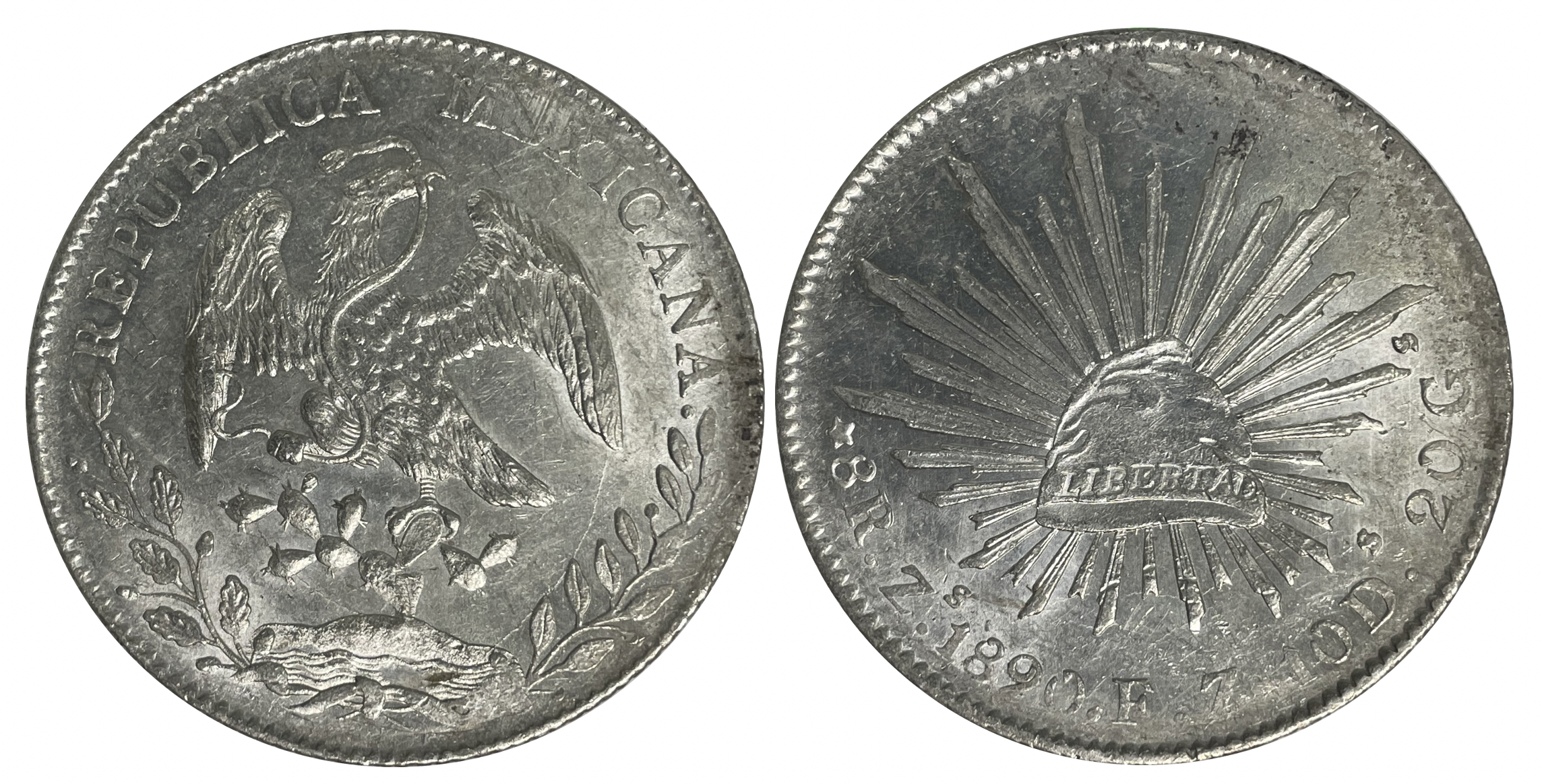
8 reales Mexico, đúc năm 1890 ZsFZ

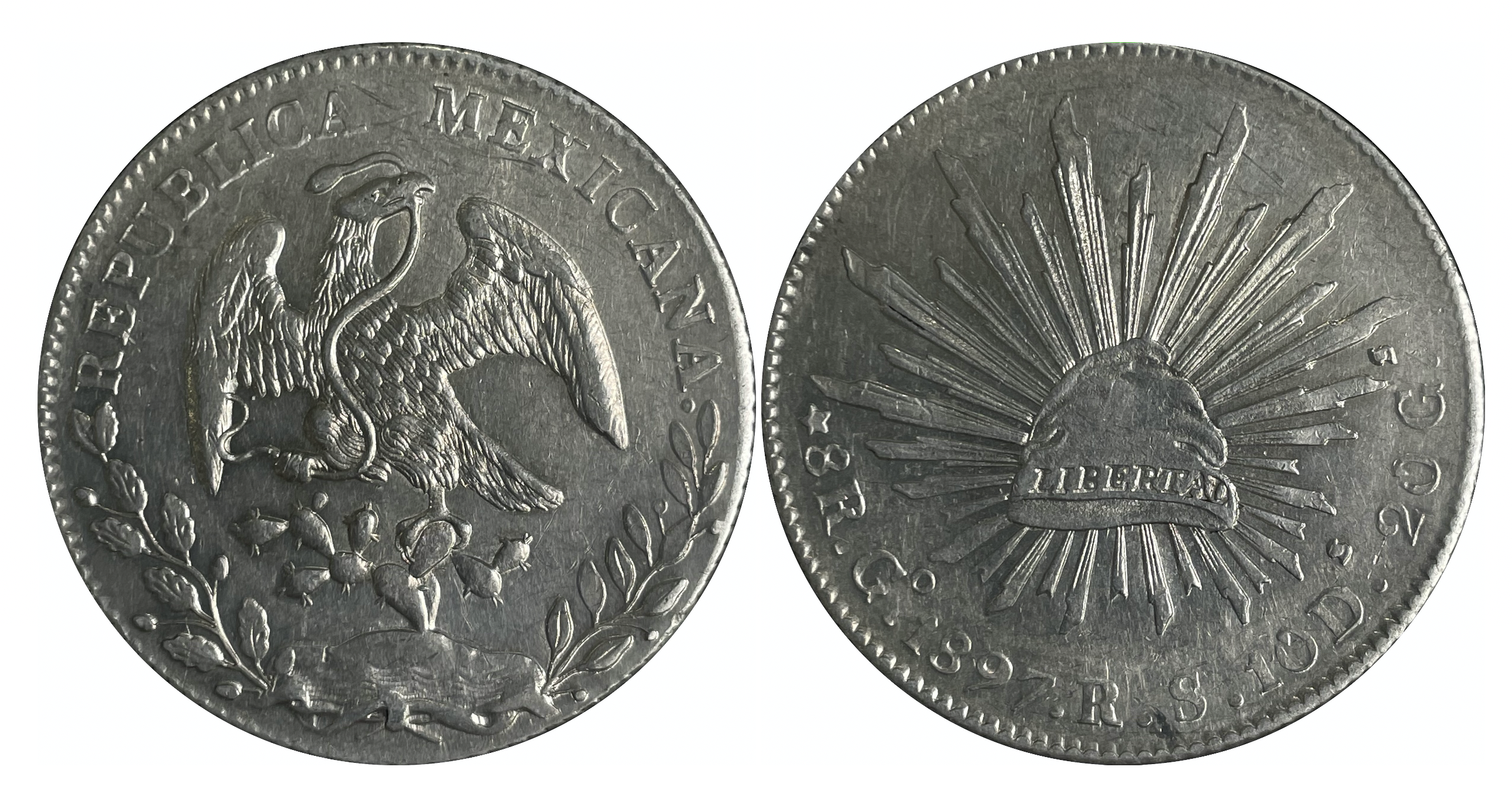
8 reales Mexico, đúc năm 1897 GoRS - đây là năm cuối cùng của dòng xu này được đúc

Real là một loại tiền tệ của Mexico, được phát hành cho đến năm 1897. Có 16 real bạc tới 1 vàng escudo, với 8 tlaco cho real. Đồng peso, lưu hành cùng với thực tế và cuối cùng thay thế nó, bằng 8 real.
Những real đầu tiên được phát hành ở Mexico là những real thuộc địa Tây Ban Nha. Chúng được phát hành vào năm 1822 sau khi Mexico độc lập. Năm 1863, Mexico bắt đầu phát hành một loại tiền tệ thập phân dựa trên đồng peso nhưng tiền xu được ghi trong thực tế (đặc biệt là 8 đồng tiền real) tiếp tục được đúc cho đến năm 1897.

## Tiền xu

### Thời kỳ thuộc địa
Đồng tiền bạc thuộc địa Tây Ban Nha đã được ban hành theo mệnh giá ¼, ½, 1, 2, 4 and 8 real, với đồng tiền vàng cho ½, 1, 2, 4 và 8 escudo. Giữa năm 1814 và 1821, đồng tiền đồng cũng được phát hành cho ⅛, ¼ và 2⁄4 tlaco.

### Chiến tranh Độc lập
Trong Chiến tranh Độc lập Mexico (1810-1821), nhiều nhà máy phát hành tiền hoạt động, cung cấp tiền cho cả những người ủng hộ và đối thủ của Hoàng gia Tây Ban Nha. Phát bảo hoàng phát hành tiền xu tại nhà máy đúc tiền ở Chihuahua, Durango, Guadalajara, Guanajuato, Nueva Viscaya, Oaxaca, Real del Catorce, San Fernando de Bexar, San Luis Potosí, Sombrerete, Valladolid Michoacán và Zacatecas.. Hầu hết các vấn đề của những người bảo hoàng đều có phong cách tương tự với các vấn đề thuộc địa trước đó từ Thành phố Mexico bạc hà không có mệnh giá mới là issed.
Tiền xu của quân nổi dậy được đúc tại các địa điểm khác nhau bao gồmNueva Galicia, Oaxaca, Puebla và Veracruz.. Cũng có những vấn đề được nêu ra trong tên của Quốc hội tối cao Hoa Kỳ, Quốc hội và Đại hội Mỹ, mặc dù được coi là các vấn đề nổi loạn, mang các danh hiệu của Ferdinand VII. Cả những người bảo hoàng lẫn những người nổi dậy cũng đã phát hành các đồng xu của riêng mình.

### Đế chế của Iturbide
Giữa năm 1821 và 1823, tiền xu được cấp bởi chính phủ Agustín de Iturbide. Có những đồng real, bạc, 1, 2 và 8, và vàng 4 và 8 escudo.
Sự phản đối của tiền bạc và vàng mang nhiều bức chân dung của Hoàng đế với truyền thuyết "Tháng Tám (inus) Dei Prov (identia)" và ngày tháng, hay "Augustinus Dei Providentia" và ngày tháng. Ngược lại có một số phiên bản khác nhau của đại bàng Mexico, đại bàng vàng (Aquila chrysaetos). Đó là một biểu tượng truyền thống của Aztec, nhưng nó đã được thay đổi theo truyền thống huy chương châu Âu (xem Huy hiệu của Mexico). Các truyền thuyết đọc"Mex I Imperator Constiiut" cùng với mệnh giá và tên viết tắt của người chơi.

### Các vấn đề cộng hòa
Với việc thông qua hiến pháp cộng hòa 1824, Hoa Kỳ đã bắt đầu phát hành đồng tiền. Có ½ bạc, 1, 2, 4 và 8 reales, và ½ vàng, 1, 2, 4 và 8 Escudos, với bạc ¼ reales bổ sung trong năm 1842. tiền đồng cho 1 / 16, ⅛ và ¼ sản được phát hành cả bởi chính phủ Liên bang tại thành phố Mexico và các chính phủ tiểu bang ở các bạc hà khác nhau trên khắp đất nước.
Trên đồng tiền của nước cộng hòa, đại bàng Mexico chuyển sang ngược lại, với truyền thuyết "República Mexicana". Ngược lại có một nắp tự do với các tia phía sau. Truyền thuyết ngược lại đọc "-denomination- -mintmark- -date- -assayer's initials- 10 Ds. 20 Gs." Mexico sử dụng hệ thống thời trung cổ của dineros và granos để đo độ mịn của đồng tiền của họ, mười hai dineros chỉ bạc tinh khiết với mỗi dinero chia thành 24 hạt. Một đồng xu 10 Ds. 20 Gs tương đương với 0,902777 tiền phạt.
Triều đại ngắn ngủi của Maximillian (1864–67) đã gián đoạn việc sản xuất các loại tiền xu cộng hòa và nhiều mệnh giá đã ngừng sản xuất vào năm 1863 hoặc 1870, như đơn vị tiền tệ thập phân dựa trên peso được giới thiệu. Tuy nhiên, 8 đồng tiền reales tiếp tục được sản xuất cho đến năm 1897.